# Kåge Jonsson
Kåge Jonsson, född 25 maj 1935 i Graninge församling, Ångermanland, är en svensk journalist och dokumentärfilmare. 

## Priser och utmärkelser
- 1982 Ikaros för "En amerikan i Amerika"
- 1986 "Bussresan" nominerad till Prix Italia.
- 1986 Ikaros för "Bussresan".
- 1992 Prix Futura Europa för "Hotel Narva Tallinn"
- 2000 – Stora Journalistpriset med Kurt Bergmark och Håkan Pieniowski[2]
- 2000 Ikaros för "Jag älskar dig Natasja".
- 2000 - Prix Italia, med Jag älskar dig Natasja! , tillsammans med Håkan Pieniowski, Kurt Bergmark
- 2002 - VERA-statyetten för "Jag älskar dig mitt barn"[3]
- 2005 Ikaros "För att vandra i glömskan"
- 2012 Grand Prix för "Vi som älskade" ARTDOCFEST i Moskva.
- 2012 VERA-statyetten för "Vi som älskade".
- 2013 Ikaros till "Vi som älskade".